# Sh2-155
Sh2-155 (andere Namen: Sharpless 155, kurz S155, oder Caldwell 9, kurz C9) ist ein diffuser Nebel im Sternbild Kepheus. Wegen seiner „ausgehöhlten“ Form ist er weithin als Höhlennebel (englisch: Cave Nebula) bekannt, obwohl dieser Name früher für Ced 201 verwendet wurde, einen anderen Nebel im Sternbild Kepheus. Sh2-155 ist ein ionisiertes H-II-Gebiet mit anhaltender Sternentstehung und einer geschätzten Entfernung von 725 Parsec (2.400 Lichtjahren) zur Erde. Obwohl Sh2-155 bei der Beobachtung relativ schwach sichtbar ist, kann ein Teil seiner Struktur, besonders der „Höhlenmund“, durch ein mittelgroßes Teleskop unter dunklem Himmel visuell erkannt werden.
Sh2-155 wurde erstmals 1959 in der erweiterten zweiten Auflage des Sharpless-Katalogs als galaktischer Emissionsnebel erwähnt und ist Teil der viel größeren Cep-OB3-Assoziation. Dies ist ein Verbund heißer junger Sterne, die mit ihren Photonen das Gas des Nebels zum Leuchten bringen. Der ROSAT-Satellit wies im Sternenverbund etwa 40 Röntgenquellen nach, mehrheitlich T-Tauri-Sterne.
Sh2-155 liegt am Rande der Kepheus-B-Wolke (Teil der Kepheus-Molekülwolke). Es wird vermutet, dass die Strahlung des heißen O-Sterns HD 217086 die Region komprimiert und die Bildung einer neuen Generation von Sternen auslöst. Eine Untersuchung der jungen stellaren Objekte der Region durch das Chandra-Röntgenobservatorium und das Spitzer-Weltraumteleskop zeigte, dass der im Nordwesten des Höhlennebels eingebettete Sternhaufen Cep OB3b aus etwa 2000 Sternen besteht.